# Whittingham & Mitchel
Whittingham & Mitchel Limited, mitunter kurz als W & M bezeichnet, ist ein ehemaliges britisches Unternehmen, das über die Jahrzehnte hinweg in verschiedenen Branchen tätig war. Bekannt wurde es insbesondere durch seine Aktivitäten zwischen 1931 und dem Ausbruch des Zweiten Weltkriegs als Karosseriebaubetrieb für Automobile, als der Firmensitz im Westen Londons lag.
Das Unternehmen war vor allem auf offene, häufig viersitzige Tourer-Aufbauten spezialisiert, baute aber auch sportlich gestaltete Roadster und geschlossene Saloons auf. Der Stil war in der Regel zurückhaltend bis elegant-sportlich. Gegen Ende kamen jedoch auch ausgefallenere, aerodynamisch beeinflusste Limousinen und Coupés mit gerundetem Dach und tief heruntergezogenem Fließheck hinzu.
Anfänglich nutzte die Whittingham & Mitchel Ltd. überwiegend Fahrgestelle der automobilen Mittelklasse, wandte sich in den späten 1930er-Jahren aber verstärkt auch Oberklasse-Modellen zu. Typisch waren Chassis von Wolseley, Rover, Vauxhall, Singer und MG. Seltener, jedoch verstärkt gegen Ende, nutzte Whittingham & Mitchel Fahrgestelle exklusiverer Marken wie Lancia, Alvis, Frazer Nash-BMW, Railton, Allard und in zumindest einem Fall auch Rolls-Royce.
Viele Karosserieentwürfe stammen von dem damals bekannten britischen Designer H. W. Allingham, zu Beginn gelegentlich auch von Freddie March, dem damaligen Earl of March, späteren Duke of Richmond und Begründer der Rennstrecke von Goodwood.
Eine Besonderheit von W & M gegenüber vielen zeitgenössischen Konkurrenten ist der Umstand, dass die Karosserien regelmäßig nicht im Auftrag von Privatkunden entstanden, sondern zumeist in Kleinserie für andere Unternehmen. Der zu Beginn wichtigste Auftraggeber war Eustace Watkins, ein damals sehr erfolgreicher, auf Wolseley-Fahrzeuge spezialisierter Automobilhändler, der für mehrere Jahre auch Eigentümer des Unternehmens Whittingham & Mitchel wurde. Parallel fertigte W & M spezielle Karosserievarianten im Werksauftrag für viele verschiedene Automobilhersteller, für externe Designbüros und weitere große Autohäuser.
Nach dem Ende des Zweiten Weltkriegs verlegte W & M den Firmensitz in das Londoner Umland. Es entstanden nur noch einzelne Karosserieaufbauten und das Unternehmen wandte sich bis zu seinem Ende 1964 anderen Tätigkeitsfeldern zu.

## Die Unternehmensgeschichte

### Die Zwischenkriegszeit

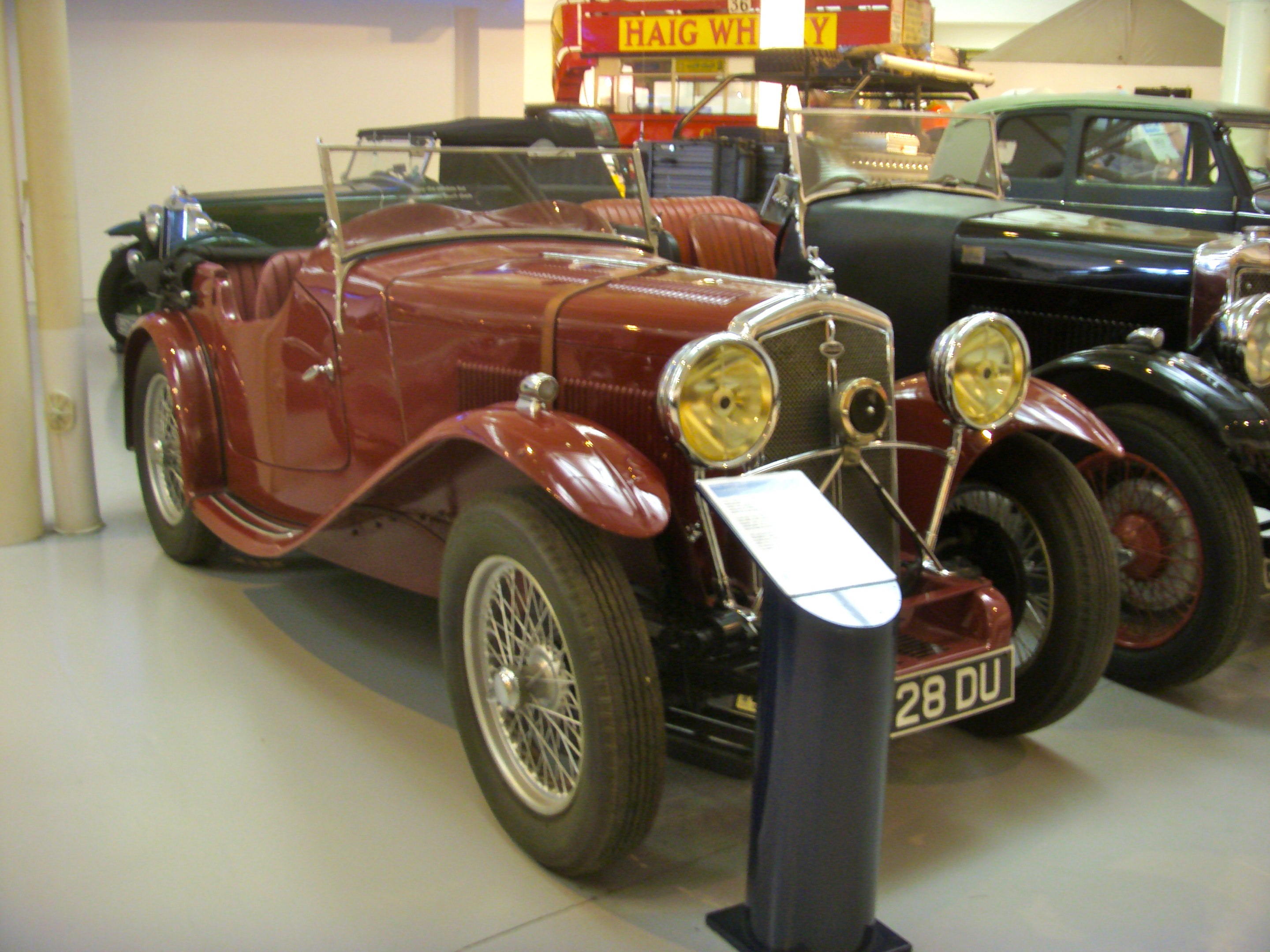
Ein Wolseley Hornet E W Daytona Sports mit einer offenen viersitzigen Sportwagen-Karosserie von Whittingham & Mitchel aus dem Jahr 1932. Diese Karosserievariante entstand in Kleinserie und wurde exklusiv über das Autohaus Eustace Watkins verkauft.

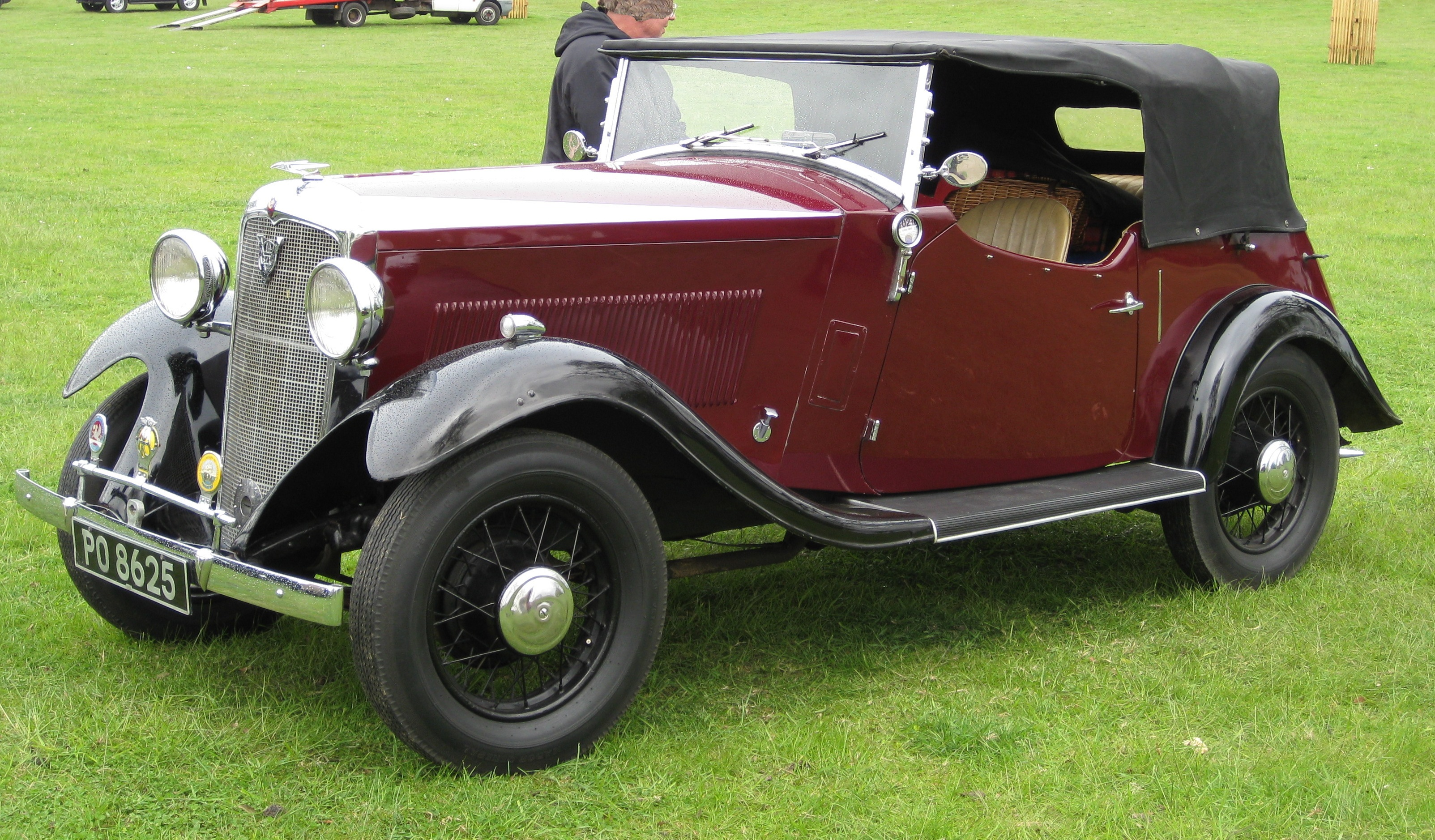
Ein Vauxhall 14 ASX Stratford Sports Tourer mit einer offenen viersitzigen Tourenwagen-Karosserie von Whittingham & Mitchel aus dem Jahr 1933. Das Design dieses Sechszylindermodells stammt von H. W. Allingham, der Verkauf erfolgte als Serienmodell über das reguläre Vauxhall-Händlernetz.

Die Whittingham & Mitchel Ltd. wurde 1921 in London gegründet und hatte ihren ersten Firmensitz im Stadtteil Fulham im eher vornehmen Westen der Stadt. Das Unternehmen begann als Blech verarbeitender Betrieb. 1929 erfolgte eine Umstrukturierung mit Kapitalerhöhung, um einen Kraftfahrzeug- und Karosseriebaubetrieb übernehmen zu können.
1931 bezog das Unternehmen größere Räumlichkeiten an der Adresse 126, New King’s Road, Fulham, London S.W. 6, die zuvor einmal von dem Kutschen- und Karosseriebauer Regent Carriage Company genutzt worden waren. Zu dieser Zeit war die W & M Ltd. vor allem als Fahrzeuglackiererei bekannt, weitete das Angebot aber rasch auf den Karosseriebau aus.
Einer der ersten Aufträge dieser neuen Sparte stammte von dem Designer Earl of March, der eine selbst entworfene Karosserievariante des Wolseley Hornet bei W & M bauen ließ. Sie wurde vor allem über Kevill-Davies & March vertrieben, ein Handelsunternehmen für exklusive Automobile, das der Designer mitbegründet hatte.
1932 trat die Whittingham & Mitchel Ltd. erstmals auf der British International Motor Show im Londoner Olympia auf und wurde als Karosseriebauer beschrieben, der auf Sportwagenaufbauten auf Basis des Wolseley Hornet spezialisiert sei. Ausgestellt waren vier Wolseley Hornet E W Daytona Sports. E W stand für den Auftraggeber Eustace Watkins, den zeitweilig größten Wolseley-Händler des Vereinigten Königreichs, und Daytona war ein ergänzender Markenname. Beide Unternehmen waren zu dieser Zeit geschäftlich derart eng miteinander verbunden, dass Eustace Watkins die Whittingham & Mitchel Ltd. schließlich vollständig erwarb. Da das Unternehmen Kevill-Davies & March ein unmittelbarer Wettbewerber von Eustace Watkins war, verlor W & M den Earl of March-Auftrag nach dem Aufkauf durch Watkins an den konkurrierenden Karosseriebauer John Charles & Company.
Dafür konnte Whittingham & Mitchel ab dem Modelljahr 1932/33 den Automobilhersteller Rover für mehrere Jahre als neuen Auftraggeber für eine Reihe offener viersitziger Sportwagen gewinnen, die auf unterschiedlichen Fahrgestellen aufgebaut werden konnten. Von da an galt das Unternehmen in Großbritannien als wichtigster unabhängiger Hersteller von offenen Werkskarosserien. Der nächste und in der Folgezeit größte Kunde war ab 1933 der Automobilhersteller Vauxhall mit verschiedenen Modellen und Karosserievarianten, gefolgt von Singer ab 1934 sowie auf dem Höhepunkt ab 1935 auch British Salmson, MG, Talbot und weitere.
Noch vor dem Ausbruch des Zweiten Weltkriegs gingen jedoch viele größere Automobilhersteller dazu über, weniger Karosserievarianten ab Werk anzubieten und diese aus Gründen der Rationalisierung verstärkt selber zu fertigen. Zudem verloren offene Tourenwagen auch in Großbritannien angesichts der möglichen höheren Geschwindigkeiten und der gestiegenen Komfort-Ansprüche der Kunden zunehmend an Bedeutung. Hinzu kam eine Rezession infolge des sich anbahnenden Krieges.
In den letzten Vorkriegsjahren arbeitete die Whittingham & Mitchel Ltd. daher verstärkt für kleinere, dafür exklusivere britische Automobilhersteller. Vermutlich trennte sich Eustace Watkins in dieser Zeit von dem Unternehmen. Dieses firmierte fortan als Whittingham & Mitchel Motors und war gleichermaßen als Karosseriebauer und Kraftfahrzeug-Reparaturbetrieb tätig.

### Der Zweite Weltkrieg und die Nachkriegszeit

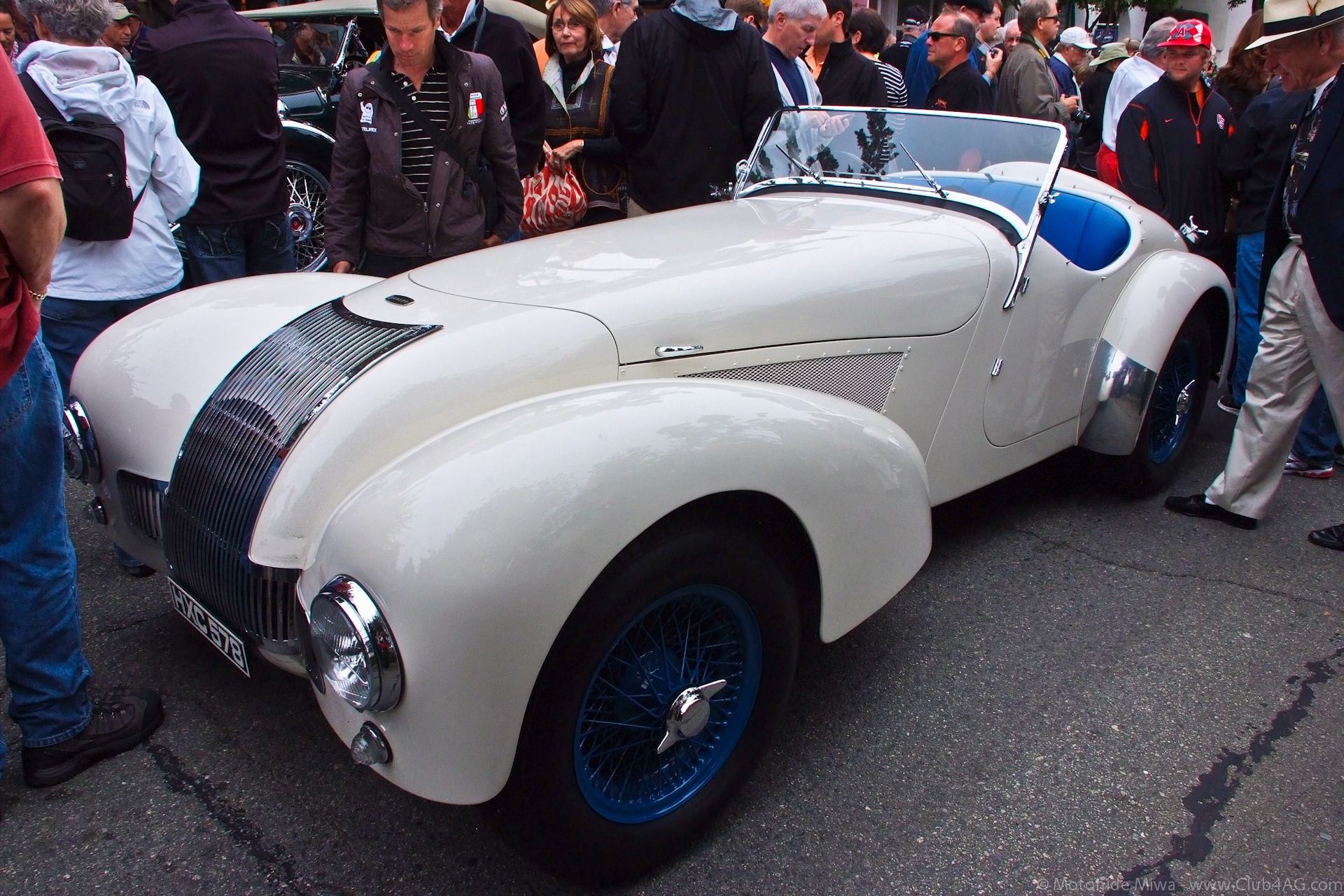
Ein Allard J1 competition open sports mit einer zweisitzigen Karosserie von Whittingham & Mitchel aus dem Jahr 1946, einer der seltenen Nachkriegsaufbauten dieses Karosserieherstellers.

Während des Zweiten Weltkriegs baute Whittingham & Mitchel Komponenten aus Leichtmetall, darunter Teile für das Jagdflugzeug De Havilland DH.98 Mosquito.
Nach dem Ende des Zweiten Weltkriegs zog W & M nach Staines in der Grafschaft Surrey am westlichen Rand Londons um, während der kleine Automobilhersteller Allard die bisherigen Räumlichkeiten in London als eine von mehreren Fertigungsstätten übernahm. Für kurze Zeit setzte Whittingham & Mitchel den Karosseriebau am neuen Standort in geringem Umfang fort. Neben Allard verblieb als einzig größerer Kunde zunächst noch Sunbeam-Talbot, Folgeaufträge blieben jedoch aus.
Das Unternehmen richtete sich neu aus und spezialisierte sich auf Schiffsausrüstung aus Leichtmetall bis hin zu ganzen Booten. Der Firmensitz und die Produktionsstätte wurden innerhalb Surreys mehrfach verlegt, so zeitweilig nach Byfleet nahe der ehemaligen Rennstrecke von Brooklands und 1956 nach Chertsey. Vorübergehend belieferte der Betrieb auch große Bauunternehmen mit vorgefertigten Bauelementen. 1964, im letzten Jahr als selbständiges Unternehmen, machte der Bau von Schiffen und Schwimmdocks rund zwei Drittel des Umsatzes aus. Das zweite Standbein war zuletzt die Produktion von größeren Einrichtungsgegenständen aus dem Kunststoff Thermoplast wie Wasch- und Spülbecken für Küchen, Waschräume und Badezimmer. Zu diesem Zweck unterhielt Whittingham & Mitchel auch das Tochterunternehmen Robinson Formings Limited in North Hayling.
Ende 1964 wurde W & M schließlich durch das Unternehmen Woods of Colchester aufgekauft und verlor seine rechtliche Selbständigkeit.

## Die Auftraggeber
In den vergleichsweise wenigen Jahren, in denen die W & M Ltd. als Karosseriebauer aktiv war, hatte sie eine ungewöhnlich große Anzahl von Auftraggebern, die zum Teil stark miteinander konkurrierten. Im Mittelpunkt stand die Fertigung von Kleinserien, wohingegen exklusive Einzelstücke die Ausnahme blieben. Zu den Kunden gehörten viele namhafte britische Automobilhersteller, externe Designbüros und mehrere große Automobilhändler, anders als bei vielen anderen Karosseriebauern hingegen im Allgemeinen keine Privatkunden.

### Britische Automobilhersteller
Unter den Kunden von Whittingham & Mitchel finden sich viele Massenhersteller von britischen Automobilen wie Rover, Vauxhall, Singer und MG, vor allem gegen Ende aber auch verschiedene exklusive Marken wie Rolls-Royce, Lagonda, British Salmson, Alvis, Allard und Railton.

#### Allard
Die Geschäftsbeziehung zwischen der W & M Ltd. und dem jungen Automobilhersteller Allard begann in den letzten Jahren vor dem Ausbruch des Zweiten Weltkriegs. Belegt sind jedenfalls offene zweisitzige Sportwagenkarosserien für einen Allard V12 von 1939 mit V-12-Zylindermotor aus dem Lincoln-Zephyr, von dem jedoch vor dem Ausbruch des Zweiten Weltkriegs nur drei Exemplare gebaut wurden, ferner für den Allard J1 Competition Whittingham & Mitchel Open Sports von 1946. Neben W & M arbeitete Allard vor dem Krieg parallel auch mit den Karosseriebauern Coachcraft und Ranalah, danach parallel mit Paramount Sheet Metal. 1946 kleideten W & M und Paramount zusammen sieben Allard-Fahrzeuge ein, 1947 insgesamt 173.
Die Beziehung zwischen der Whittingham & Mitchel Limited und Allard ist auch deshalb eine besondere, weil Allard nach dem Ende des Zweiten Weltkriegs die vormaligen Werkstätten von W & M in der Londoner New King’s Road als eine von mehreren Fertigungsstätten übernahm.

#### Alvis
Die Geschäftsbeziehung zwischen der W & M Ltd. und dem Automobilhersteller Alvis begann ebenfalls erst in den letzten Jahren vor dem Ausbruch des Zweiten Weltkriegs. Belegt ist jedenfalls ein von Whittingham & Mitchel eingekleidetes Einzelstück mit der Modellbezeichnung Alvis 4.3 litre SC short chassis Concealed Hood Drophead Coupé mit der Fahrgestellnummer 14844, das möglicherweise für die Rallye Monte Carlo des Jahres 1939 vorgesehen war. Ferner entstand 1939 der kleinere Alvis 12/70 mit einer Tourer-Karosserie von W & M.

#### British Salmson
Die Geschäftsbeziehung zwischen Whittingham & Mitchel und dem Automobilhersteller British Salmson begann 1935, als das Karosseriebauunternehmen seinen Höhepunkt erlebte. Im Werksauftrag entstanden zunächst offene zweisitzige Sportwagen, später auch modische stromlinienförmige Limousinen mit vier Türen, sechs Seitenfenstern, rundem Dach und tief heruntergezogenem Fließheck, so ab 1937 auf Basis des British Salmson S4D 14 h.p. Letzterer erinnerte an den im Design fortschrittlichen Flying Standard.
Für W & M war dies ein erster längerfristiger Vertrag mit einem exklusiveren Kleinserienhersteller. Dieser arbeitete parallel auch mit den Karosseriebauunternehmen Newns, REAL und Ranalah zusammen. Die Beziehung bestand bis 1939, als British Salmson die Automobilproduktion dauerhaft einstellte.

#### Frazer Nash-BMW
Zu der Geschäftsbeziehung zwischen der W & M Ltd. und Frazer Nash-BMW sind nur wenige Einzelheiten bekannt. Sie begann erst in den letzten Jahren vor dem Ausbruch des Zweiten Weltkriegs. Von den etwa 700 Fahrzeugen, die Frazer Nash zwischen 1934 und 1939 von BMW in Eisenach bezog, waren über siebzig unkarossiert; Abbott of Farnham kleidete 38 ein, die übrigen neben Whittingham & Mitchel auch Bertelli.

#### Lagonda
Für den damals in Staines ansässigen Automobilbauer Lagonda fertigte Whittingham & Mitchel ab 1933 Karosserien für das kleinste und preiswerteste Modell Rapier, darunter einen von zwei Prototypen, der 1933 auf der Motor Show im Londoner Olympia gezeigt wurde und den der Konstrukteur Tim Ashcroft danach als Privatwagen nutzte. Andere Karosseriebauer, die in dieser Zeit Rapier-Aufbauten für Lagonda fertigten, waren Abbott, Maltby, Newns und Ranalah. Unklar ist, ob und inwieweit der Umzug von Whittingham & Mitchel nach Staines nach dem Ende des Zweiten Weltkriegs mit Lagonda in Verbindung steht.

#### MG

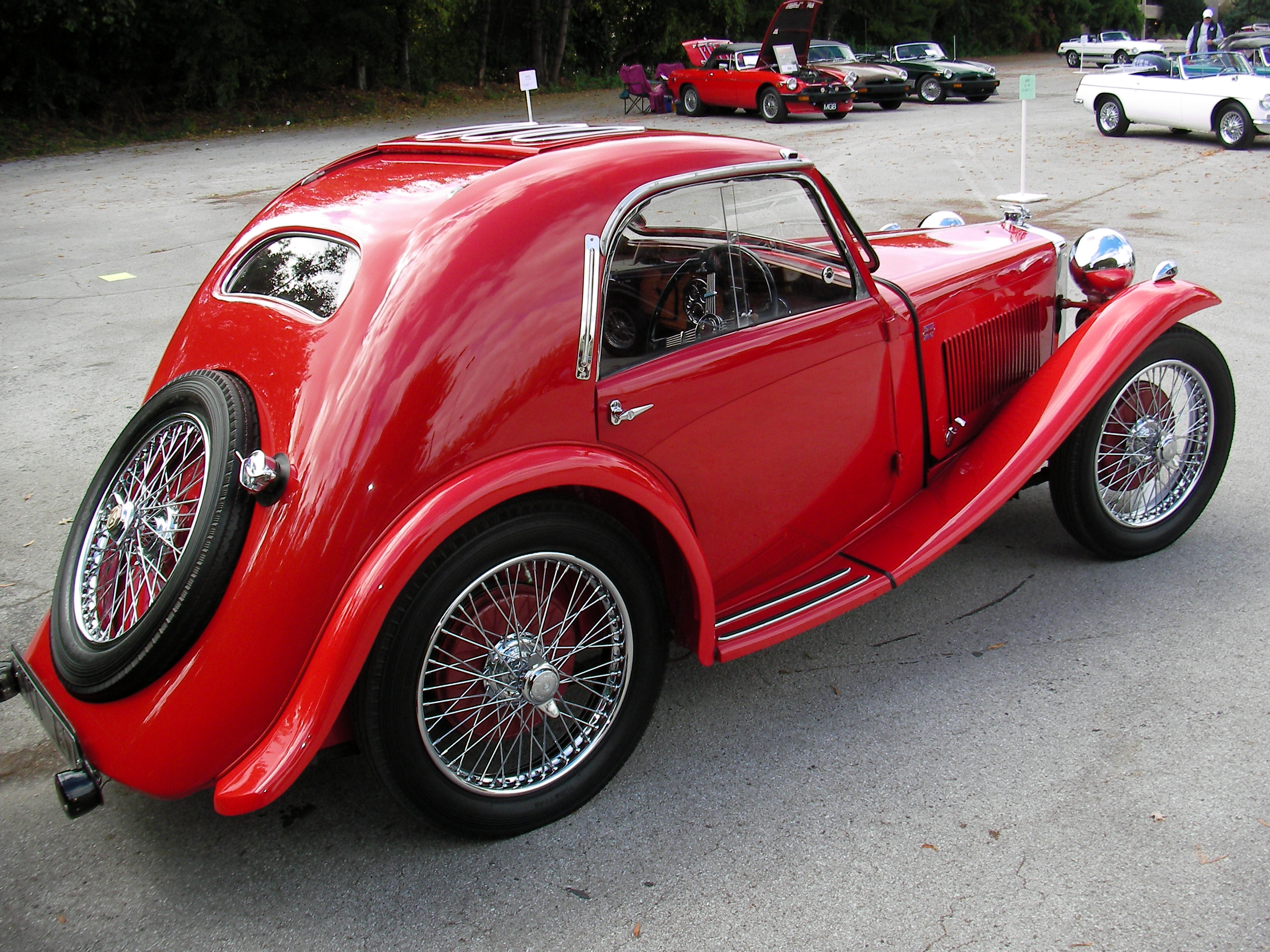
Eines von 28 MG PA Airline Coupés mit Karosserie von Whittingham & Mitchel aus den Jahren 1934–36, ein typischer Vertreter des britischen „Art Deco“, entworfen und exklusiv vermarktet von H. W. Allingham.

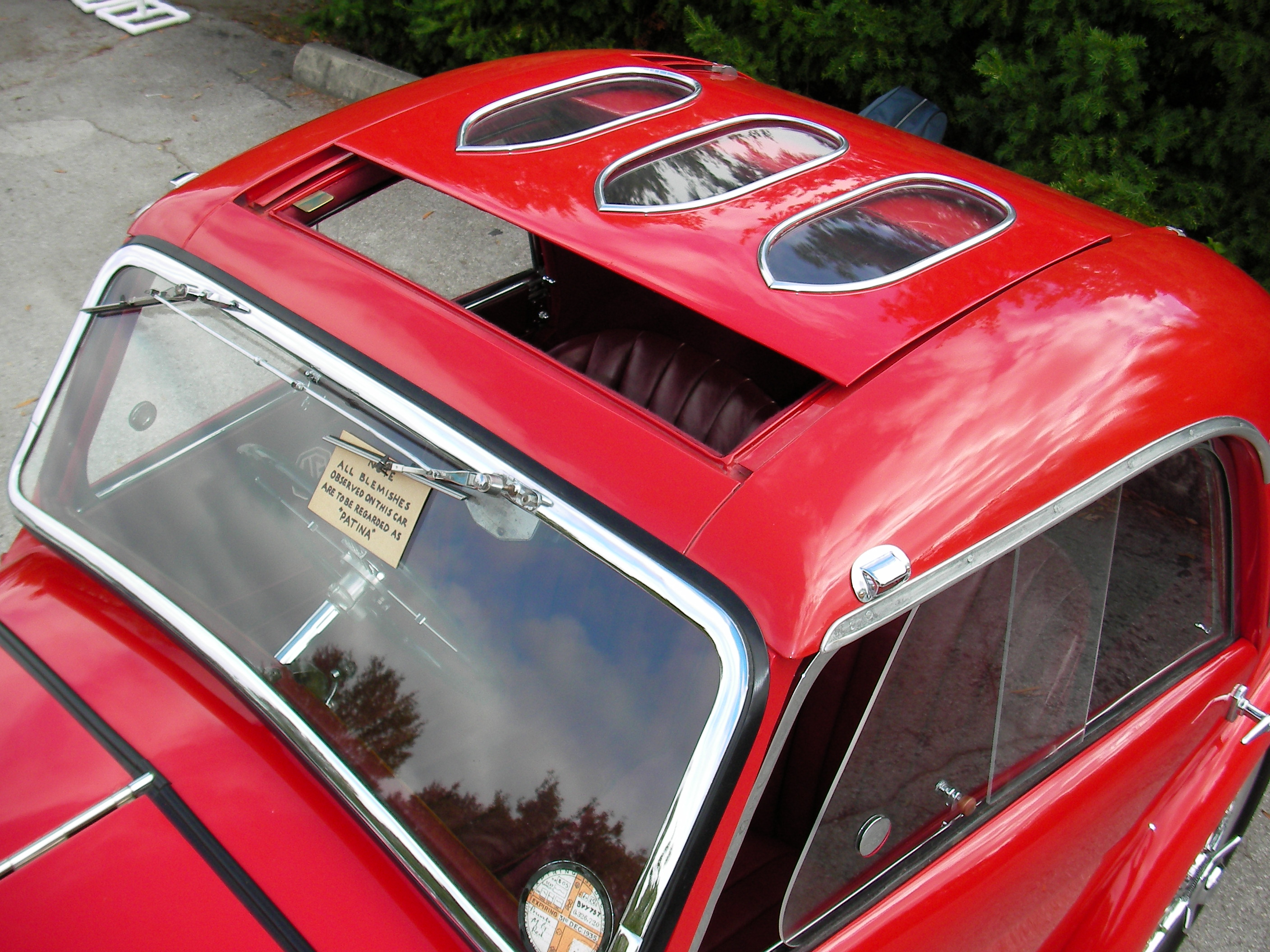
Das spezielle Metallschiebedach eines MG Airline Coupés mit drei Plexiglaseinsätzen im sog. „Three-Window-“ oder „Cathedral-Design“.

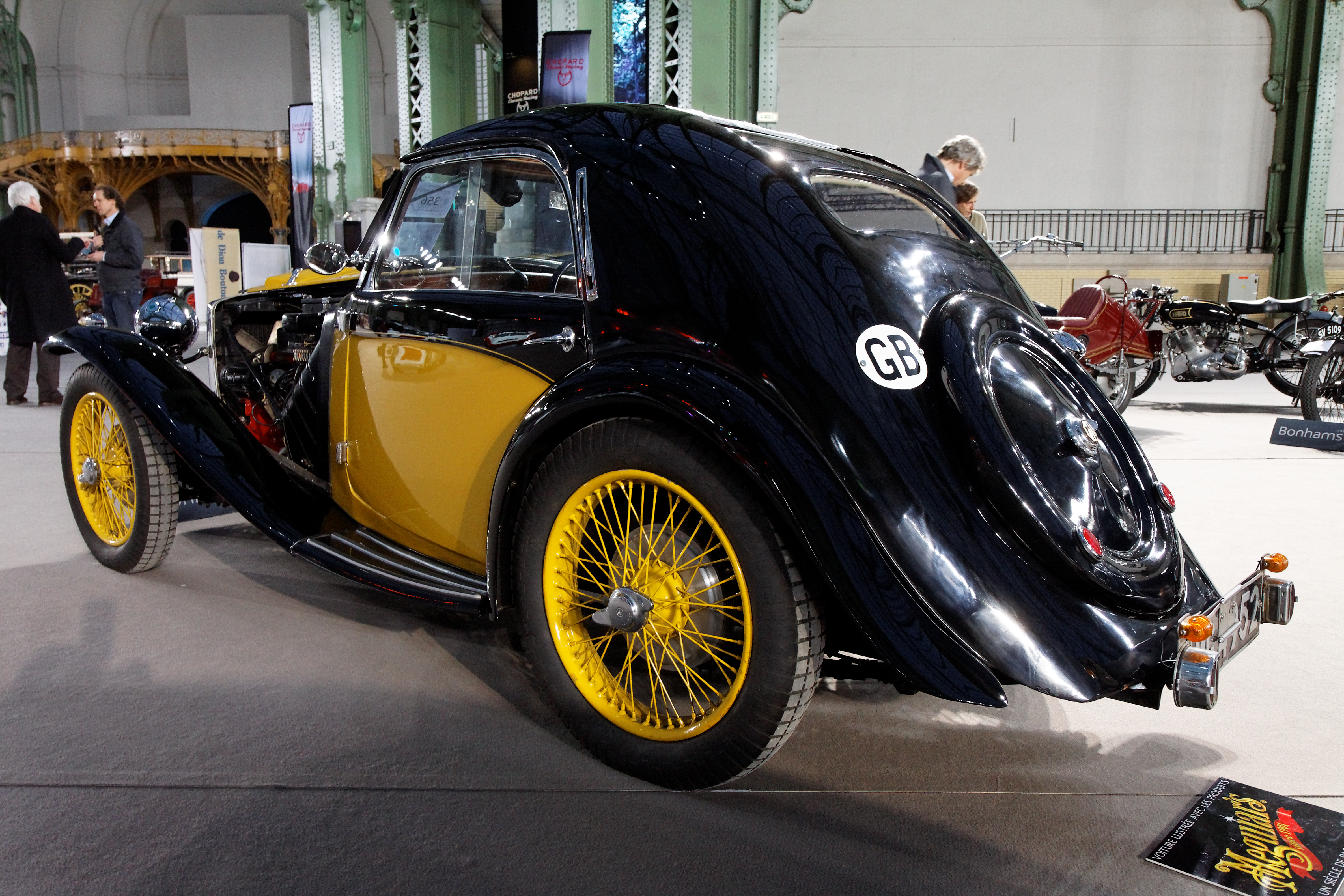
Der einzige MG Midget TA mit „Airline Coupé“-Karosserie.

Die Geschäftsbeziehung zwischen der W & M Ltd. und dem Automobilhersteller MG begann in dem besonders erfolgreichen Jahr 1935. Im Werksauftrag entstanden in Kleinserie die MG N-Type Magnette 2/4-seater. Sie besaßen offene, für W & M typische 2+2-sitzige Sportwagenkarosserien. Dieses Modell wurde über MG vermarktet und gehörte zum regulären Verkaufsprogramm.
Neben den Sporttourern fertigte die Whittingham & Mitchel Ltd. schon ab 1934 die besonders modischen MG Airline Coupés. Während der Karosseriebauer Carbodies für die Coupés auf Basis des N-Type Magnette zuständig war, stellte W & M die Fahrzeuge auf Basis der Typen MG PA, PB und TA her. Dies waren Entwürfe des englischen Designers H. W. Allingham, die nur 1934 bis 1936 und exklusiv über Allingham angeboten wurden. Insofern entstanden von den rund 11.500 MGs dieser Jahre nur fünfzig mit der speziellen Airline Coupé-Karosserie, davon 43 durch Whittingham & Mitchel (28 MG PAs, 14 PBs und ein TA). Karosserien, die nach dem Auslaufen der Fertigung nicht mehr benötigt wurden, verkauften Carbodies und W & M einzelstückweise an Dritte, weshalb zumindest auch ein H.R.G. von 1938 eine solche Karosserie trägt.

#### Railton
Die Geschäftsbeziehung zwischen W & M und dem Kleinserienhersteller Railton begann erst kurz vor dem Ausbruch des Zweiten Weltkriegs. Auch nach dem Krieg fertigten Whittingham & Mitchel sowie Carbodies und die Martin Walter Ltd. einige wenige Railton-Fahrzeuge, möglicherweise 14, überwiegend aus Vorkriegsbeständen. Belegt ist insbesondere eine Limousine, die Whittingham & Mitchel 1947 auf einem Vorkriegschassis aufbaute.

#### Rolls-Royce
Im Frühjahr 1933 baute W & M einen der auffälligsten Rolls-Royce Phantom II 40/50 h.p. als Dual Cowl Sports Phaeton auf. Das Einzelstück mit der Fahrgestellnummer 25 EX entstand im Auftrag des Londoner Rolls-Royce-Händlers Barkers und dessen US-amerikanischen Kunden J. Eskdale. Whittingham & Mitchel erhielt das linksgelenkte Chassis unmittelbar durch das Herstellerwerk, wo es zuvor als Versuchswagen und Entwicklungsträger noch in der Spezifikation als Phantom I Super Sports mit einer Limousinenkarosserie von Park Ward gedient hatte.
W & M gestaltete eine der sportlichsten Rolls-Royce-Karosserien dieser Zeit mit zwei separaten, sportlich geschnittenen Passagierabteilen, abklappbaren Windschutzscheiben vorne und hinten, roadsterartig ausgeschnittenen Vordertüren und sportlich abgedeckten Hinterrädern. Weitere Besonderheiten waren ein im Trittbrett integriertes Staufach für Golfschläger sowie die in Reihen angeordneten insgesamt 179 Kühlluftschlitze an den Seiten der Motorhaube und unterhalb der Türen, die dazu dienten, die Kühlwasser-Temperaturen auch bei den vorgesehenen schnellen Langstreckenfahrten in Südeuropa und den Vereinigten Staaten konstant zu halten.
Das Fahrzeug ist bis heute erhalten und erzielte bei einer Versteigerung 2009 einen Verkaufspreis von 80.000 £, obwohl es zu dieser Zeit weder straßenzugelassen noch fahrfähig war. Der Hersteller Ilario stellt ein Miniaturmodell dieses Fahrzeugs im Maßstab 1:43 in limitierter Auflage als hochpreisiges Sammlerstück her.

#### Rover
Die Geschäftsbeziehung zwischen der W & M Ltd. und dem Automobilhersteller Rover begann bereits zum Modelljahr 1932/’33. Whittingham & Mitchel fertigte die offenen viersitzigen Sportwagen Rover Rajah, die auf vier verschiedenen Rover-Chassis aufgebaut werden konnten und werksseitig über das offizielle Verkaufsprogramm von Rover vermarktet wurden. W & M fertigte damit vier von insgesamt 27 Rover-„Customs“ dieses Modelljahrs, also Modellen mit Sonderaufbauten, die neben den in Großserie gefertigten Werkskarosserien erhältlich waren. Für das Modelljahr 1933/’34 setzten Whittingham & Mitchel und Rover ihre Zusammenarbeit mit nur wenigen Veränderungen fort. Parallel fertigte Carbodies die zweisitzigen Roadster Rover Nizam, George Maddocks die viersitzigen Cabriolets Rover Rance und Weymann’s Motor Bodies (1925) Limited die viertürigen „Sports Saloons“ Rover Maharaja.
Rover wurde damit zum ersten W & M-Großkunden und trug maßgeblich dazu bei, dass Whittingham & Mitchel zum damals bedeutendsten Karosseriebauunternehmen Großbritanniens aufstieg, das offene Karosserien im Werksauftrag herstellte. Ähnliche Karosserien hatte zuvor das Unternehmen Charlesworth Bodies für Rover gefertigt, hatte die weitere Zusammenarbeit jedoch aufgegeben, als man 1933 zum Hauptlieferanten für Alvis-Karosserien geworden war.
Als Rover sein Karosserieangebot für das Modelljahr 1935/’36 aus Rationalisierungsgründen deutlich straffte, verblieb für W & M der Bau einer eleganten Cabrioletversion des Rover 14, die H. W. Allingham entworfen hatte.

#### Singer
Die Geschäftsbeziehung zwischen der W & M Ltd. und dem Automobilhersteller Singer begann 1934. Im Werksauftrag fertigte Whittingham & Mitchel für mehrere Jahre den offenen Singer 11 Tourer.

#### Talbot / Sunbeam-Talbot

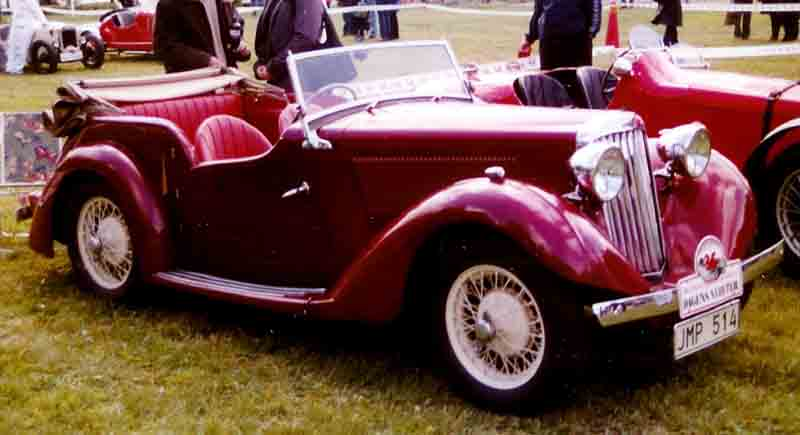
Ein Talbot Ten Tourer mit Karosserie von Whittingham & Mitchel aus dem Jahr 1936, der im Werksauftrag für die Marke der Rootes-Gruppe in Serie hergestellt und über diese vermarktet wurde.

Die Geschäftsbeziehung zwischen der W & M Ltd. und der englischen  Automobilmarke Talbot begann 1935. Whittingham & Mitchel fertigte im Werksauftrag in größerer Serie zunächst die Tourerversion des vom Hillman Minx abgeleiteten Talbot Ten bis 1938. Bis zum Ausbruch des Zweiten Weltkriegs folgte die Tourerversion des Sunbeam-Talbot Ten und des 3-litre. Die Aufträge von Talbot beziehungsweise Sunbeam-Talbot trugen in dieser Zeit neben denjenigen von Vauxhall entscheidend zur Auslastung des Unternehmens W & M bei. Weitere Tourer fertigte parallel Thrupp & Maberly, die Cabriolets hingegen Abbott und Carbodies.
Nach dem Zweiten Weltkrieg setzten Whittingham & Mitchel sowie Sunbeam-Talbot ihre Zusammenarbeit fort. Neben den Toureraufbauten entstanden hier nun auch aufwändigere Cabrioletversionen. Sunbeam-Talbot war damit in der Nachkriegszeit der einzige und letzte Großkunde von Whittingham & Mitchel, ehe dort der Karosseriebau gegen 1948 aufgegeben wurde.

#### Vauxhall
Die Geschäftsbeziehung zwischen der W & M Ltd. und dem Automobilhersteller Vauxhall, damals einer der größten Automobilhersteller Großbritanniens, begann 1933. Mit einer Dauer von sechs Jahren war es für Whittingham & Mitchel die beständigste Kooperation. W & M fertigte den offenen Stratford-Tourer und das Airline-Coupé, jeweils auf Basis des Vauxhall Light Six und später des Vauxhall DX, den offenen Cavendish-Tourer auf Basis des Vauxhall Big Six sowie die Cabriolets Velocity und – parallel mit dem Karosseriebauunternehmen Ranalah – den Sandringham auf Basis des Vauxhall DX. Ungewöhnlich für diese Zeit war insbesondere das seltene zweisitzige Cabriolet mit altmodisch anmutendem ausklappbaren Schwiegermuttersitz im Heck.

### Britische Automobilhändler
Neben den vorgenannten Automobilherstellern gehörten auch mehrere große Automobilhändler zu den regelmäßigen Kunden von Whittingham & Mitchel. Das Unternehmen kleidete unkarossierte Neuwagenchassis in Kleinserie ein, die sodann exklusiv über diese Autohäuser vermarktet wurden. Chassishersteller, zu denen die W & M Ltd. allein über diese Händler in Verbindung stand, ohne (auch) Werkskarosserien herzustellen, waren AC, Austin, Ford, Lancia und Wolseley.

#### Eustace Watkins
Die Geschäftsbeziehung zwischen W & M und dem großen Londoner Wolseley-Händler Eustace Watkins Ltd. begann 1932. Sonderkarosserien auf Wolseley-Chassis entstanden bis kurz vor dem Ausbruch des Zweiten Weltkriegs. Auch in der Nachkriegszeit arbeiteten beide Unternehmen weiter zusammen, als Eustace Watkins sein Verkaufsprogramm erweitert hatte und von Whittingham & Mitchel nunmehr Ruderboote und leichte Motorboote mit zugekauften Außenbordmotoren bezog.
Von 1930 bis 1932 hatte Eustace Watkins seine Sonderkarosserien auf Wolseley-Chassis bei dem Londoner Karosseriebauunternehmen Abbey Coachworks herstellen lassen, wechselte dann jedoch zur W & M Ltd., die ähnliche Fahrzeuge bereits für das Handelsunternehmen Kevill-Davies & March produzierte. Offenbar um stärker Einfluss auf die Preise der Fahrzeugaufbauten nehmen zu können, um ausreichende Kontingente für sich zu sichern und Kevill-Davies & March als unmittelbaren Konkurrenten zu verdrängen, erwarb Eustace Watkins den Karosseriebauer gegen Mitte der 1930er-Jahre, stieß das Unternehmen vermutlich jedoch noch vor dem Ausbruch des Zweiten Weltkriegs wegen zurückgehender Aufträge wieder ab.
Die Sonderkarosserien auf Wolseley-Chassis trugen die Zusatzbezeichnung „E W Daytona“. Erhältlich waren bis zu vier Versionen auf Basis des Wolseley Hornet sowie nachfolgend der Modelle Nine, 10/40, 12/48 und Fourteen. Als Karosserievarianten standen viersitzige Tourer und je nach Chassis zweisitzige Roadster, Drophead-Coupés oder zweitürige Saloons zur Verfügung.
Ein Wolseley Hornet E W Daytona Sports mit einer Whittingham & Mitchel-Karosserie aus dem Jahr 1932 ist im Heritage Motor Centre in Gaydon, Warwickshire ausgestellt.

#### Kevill-Davies & March
Die Geschäftsbeziehung zwischen W & M und dem Londoner Automobilhandelsunternehmen Kevill-Davies & March begann um 1931/’32. Das Autohaus, das ab 1931 MG-Fahrzeuge verkaufte, bald darauf auch Lancia, Wolseley und Hillman sowie in Kooperation mit dem Autohändler Jack Olding schließlich auch Riley und AC, war der erste größere Kunde von Whittingham & Mitchel. Erstes Produkt waren sportliche Sonderkarosserien in Kleinserie auf Basis des Wolseley Hornet, die der Mitinhaber Earl of March entworfen hatte und die exklusiv über Kevill-Davies & March verkauft wurden. Der Auftrag wechselte gegen Mitte der 1930er-Jahre zu dem konkurrierenden Karosseriebauer John Charles & Company, als der Automobilhändler Eustace Watkins W & M übernahm.
1935 fertigte Whittingham & Mitchel für Kevill-Davies & March offene viersitzige Tourer auf Fahrgestellen des Lancia Augusta. Die „semi-sports four-seater“ orientierten sich an den zeitgenössischen Alfa Romeo Le Mans-Modellen. Sie waren exklusiv und teuer: Mit dem serienmäßigen ohc-Motor, der nach der britischen Steuerformel mit 12 h.p. eingestuft war, kosteten sie 450 Britische Pfund, in einer leistungsgesteigerten Version mit Centric-Kompressor sogar 487 £ 10 s.

#### W. Harold Perry
Ein weiterer Automobilhändler, der Whittingham & Mitchel beauftragte, ein Sondermodell in Kleinserie zu fertigen, war der bedeutende Londoner Ford-Händler W. Harold Perry Ltd. Ab 1935 fertigte W & M den Ford 8 Kerry Tourer. Hintergrund war, dass Ford ab Werk aus Kostengründen und mit Blick auf den verwindungsfreudigen Leiterrahmen keine offene Karosserieversion in dieser Fahrzeugklasse anbot.

#### H. A. Saunders
Zwischen Ende 1934 und Frühjahr 1935 übernahm Whittingham & Mitchel einen Auftrag des Automobilhändlers H. A. Saunders und komplettierte einige Austin Arrow. Die Fahrzeuge entstanden ursprünglich bei dem Karosseriebauer A. P. Compton im Auftrag des Unternehmens Normand Garages, die Fertigung und Vermarktung hatten jedoch zu wirtschaftlichen Problemen geführt. Saunders übernahm von dem Unternehmen Normand Garages den weiteren Vertrieb und von Compton einige unfertige Fahrzeuge, die er bei W & M komplettieren ließ. So entstanden weitere Austin Seven Arrow „65“ Sports 2-Seater, Austin Seven Arrow „75“ Competition 2-Seater sowie Austin 10 Arrow Sports 2- und 4-Seater.

#### Jack Olding & Co.
Ein weiterer Kunde der W & M Ltd. war das große Londoner Automobilhandelsunternehmen Jack Olding & Co. Grundlage waren die AC-Underslung-Chassis, die der Automobilhersteller AC (Acedes) Cars Limited für das Modelljahr 1934 eingeführt hatte. Sie ermöglichten eine besonders sportliche Linienführung, weshalb der Earl of March eine Reihe von offenen Sportwagen-Karosserien sowie zweisitziger Fixed-Head-Coupés auf Chassis mit regulärem Radstand entwarf, die als besonders elegant galten. Vermarktet wurden sie vorrangig überJack Olding. Allerdings wurden vermutlich nur die ersten Fahrzeuge unter Aufsicht von March bei Whittingham & Mitchel gebaut, ehe auch dieser Auftrag zu John Charles & Co. und teilweise wohl auch die Arthur Mulliner Ltd. in Northampton wechselte.
Diese AC-Modelle erzielten damals besondere öffentliche Aufmerksamkeit durch teils werksunterstützte Teilnahmen mit Erfolgen bei der Rallye Monte Carlo und der Internationalen Alpenfahrt sowie 1935 beim MCC One-Hour Trial auf der Brooklands-Rennstrecke.

### Einzelstücke im Kundenauftrag
Bei weiteren Fahrzeugen, die nur als Einzelstücke entstanden, erhielt Whittingham & Mitchel den Auftrag weder durch einen Hersteller noch ein Handelsunternehmen für Automobile, sondern ausnahmsweise von einem Endkunden:
- Im Mai 1934 lieferte W & M einen Bentley 3 ½ Litre mit einer offenen 2+2-sitzigen Roadster-Karosserie und rund abfallendem Heck aus, die der damals bekannte Brooklands-Rennfahrer Captain Eric Burt in Auftrag gegeben hatte. Das Fahrzeug wurde erfolgreich bei mehreren Rennen eingesetzt. Im weiteren Verlauf, möglicherweise schon 1935 oder 1939, erhielt es jedoch eine neue viersitzige Tourer-Karosserie von Park Ward, wobei unklar ist, ob dies als Folge eines Unfalls geschah oder um ein anderes Rennreglement zu erfüllen.

Das Fahrzeug existiert bis heute in weitgehend unrestauriertem Zustand und erzielte bei einer Versteigerung 2014 einen Preis von 85.500 £.
- Eine der ungewöhnlichsten Fahrzeugkarosserien realisierte Whittingham & Mitchel 1935 auf der Basis eines weiteren Lancia Augusta. Die Karosserie war extrem kantig, wies mehrere Staufächer für Gepäck sowie technische Geräte auf und erinnert an Offizierswagen für militärische Zwecke oder Expeditionsfahrzeuge. Nach Angaben der britischen Zeitung Telegraph, die das Fahrzeug als „eines der hässlichsten aller Zeiten“ bezeichnet, stammt der Karosserieentwurf jedoch von einem nicht näher angegebenen „berühmten Modedesigner“.[41][42][43][44]

## Die Karosserien

### Der Karosserieaufbau
Die W & M-Aufbauten ruhten, wie damals üblich, typischerweise auf separaten Fahrgestellen, die Karosserieaufbauten waren dementsprechend nicht selbsttragend. Als Karosseriematerial wählte Whittingham & Mitchel je nach Kundenwunsch oder Verfügbarkeit Bleche aus Aluminium oder Stahl, führte mitunter einzelne Partien eines Fahrzeugs mit dem einen Material, die übrigen mit dem anderen Material aus. Die weitgehend in Handarbeit geformten Bleche ruhen, wie damals üblich, auf einer aussteifenden Hartholzstruktur.
Die ungewöhnlich große Anzahl an Kunden und Fahrzeugmodellen wurde dadurch ermöglicht, dass W & M vielfach gleiche oder gleichartige Teile in größeren Serien herstellte, die sich ohne oder mit nur geringen Arbeiten an mehrere Fahrgestelle anpassen ließen.
Wie viele Karosserieaufbauten Whittingham & Mitchel in den vergleichsweise wenigen Jahren als Karosseriebauer hergestellt hat, ist nicht überliefert, mit einer Produktion von zeitweilig mehreren Karosserien pro Tag ist eine mittlere bis hohe vierstellige Stückzahl realistisch. Wie viele dieser Fahrzeuge heute noch existieren, ist ebenfalls nicht dokumentiert. Die Zahl ist jedoch relativ gering: Viele Fahrzeuge wurden während des Krieges oder in den boomenden Nachkriegsjahren aufgegeben und verschrottet. Die Holzstrukturen neigen auf Dauer zum Verfaulen und eine Vorsorge gegen Korrosion an tragenden und nicht-tragenden Metallteilen im heutigen Sinne fehlte. Hinzu kommt eine mitunter nachlässige Verarbeitungsqualität bedingt durch den Zeit- und Kostendruck, wie er damals im Mittelklassesegment herrschte, sowie der Umstand, dass Whittingham & Mitchel-Karosserien als weniger erhaltenswürdig erachtet wurden, als solche namhafterer, älterer Karosseriebauer, die Oberklassefahrzeuge im Kundenauftrag einkleideten.

### Die Karosseriedesigner
In den vergleichsweise wenigen Jahren, in denen die Whittingham & Mitchel Ltd. als Karosseriebauer aktiv war, setzte das Unternehmen Karosserieentwürfe von unterschiedlichen Designern um. Einige stammten vermutlich von hauseigenen Gestaltern, vorrangig die eher schlichten offenen Tourer und Sportwagen mit zwei oder vier Sitzen. Unter den Modellen, die im Werksauftrag entstanden, dürften auch externe Entwürfe von Designern dieser Automobilhersteller gewesen sein.
Unter gestalterischen Gesichtspunkten kommt denjenigen W & M-Karosserien eine besondere Bedeutung zu, die von zwei damals renommierten Designern stammten, Henry W. Allingham und dem Earl of March.

#### Allingham
H. W. Allingham war ein besonders aktiver Automobildesigner der 1920er- und 1930er-Jahre, der als Geschäftsmann in diese Aufgabe hineingewachsen war. Er war 1921 mitbegründender Gesellschafter und Verkaufsleiter des Karosseriebauers Chalmer and Hoyer. Nachdem das Unternehmen 1925 in Chalmer and Hoyal („-al“ für Allingham) sowie 1928 in Hoyal Bodybuilding Corporation umbenannt worden war, übernahm Allingham erstmals die Verantwortung für das Karosseriedesign. 1931 wurde die Karosseriebausparte verkauft, die fortan als John Charles & Company firmierte, und Allingham baute ein neues Unternehmen auf, das sich vorrangig mit dem Karosseriedesign befasste. Als Kunden gewann er insbesondere die Automobilhersteller Vauxhall, Rover sowie MG und ließ seine Entwürfe durch die Karosseriebauer Whittingham & Mitchel, Motor Bodies und Carbodies fertigen. Zum Teil übernahm er in Abstimmung mit den Herstellern auch den alleinigen Verkauf exklusiver Sondermodelle.
Die Whittingham & Mitchel Ltd. fertigte ab 1933 mehrere von Allingham entworfene Modelle:
- für Vauxhall zwischen 1933 und 1939 die Airline-Coupés und die Stratford-Tourer, jeweils auf Basis des kleineren Sechszylindermodells Light Six und seines Nachfolgers DX, später auch das Sandringham-Cabriolet auf Basis des DX;[6]
- für Rover 1935/’36 das Rover 14-Cabriolet[6] und
- für MG 1934 bis 1936 die Airline-Coupés auf Basis der Modelle PA, PB und TA sowie ab 1935 die N-Type Magnette 2/4-seater-Tourer.[6]

Als gestalterisch besonders ansprechend gelten die von Whittingham & Mitchel nach Entwürfen von Allingham gefertigten Airline-Coupés. Mit ihrem markanten gerundeten Dach und dem fließend nach hinten abfallenden Heck gelten sie  als typische Vertreter des englischen Art déco; ein MG Airline-Coupé befindet sich daher auf dem vorderen Einbanddeckel des Buches Art Deco and British Car Design von Barrie Down aus dem Jahr 2010.

#### Earl of March
Freddie March, der damalige Earl of March, war in den 1930er-Jahren als angesehener Automobildesigner tätig. Zu diesem Zweck unterhielt er das Unternehmen March Models Ltd. mit eigenen Ausstellungsräumen an der Adresse 28, Berkeley Street im vornehmen Londoner West End. Parallel betrieb er mit Hugh Kevill-Davies das Handelsunternehmen Kevill-Davies & March Ltd. mit Büroräumen an der Anschrift 9, Bruton Street sowie eigenem Autohaus mit mehreren exklusiven Marken.
Ab 1931 entwarf March eigene Sonderkarosserien, die er zunächst bei Whittingham & Mitchel, später auch bei John Charles & Company und Arthur Mulliner fertigen ließ und teils exklusiv über Kevill-Davies & March, teils über Partner wie Jack Olding oder teils die regulären Vertragshändler der Automobilhersteller vermarktete. Seine unternehmerischen Aktivitäten in der Automobilbranche schränkte March ab 1935 ein, nachdem er mit dem Tod seines Vaters die Stellung als Duke of Richmond, Lennox and Gordon erlangte.
Nach Entwürfen des Earl of March fertigte Whittingham & Mitchel:
- ab 1931 Sonderkarosserien für den Wolseley Hornet;[3]
- ab 1934 einzelne Sporttourer und Coupés auf Basis des AC Six mit Underslung-Chassis[38] sowie
- ab 1935 Sporttourer auf Basis des Lancia Augusta.[6]

Zudem wird in der Literatur vereinzelt angemerkt, dass frühe Earl of March-Entwürfe maßgeblich die folgenden Airline-Coupés von Allingham und W & M beeinflusst haben sollen.